# Rıza Doğan
Rıza Doğan (1931 – 21. dubna 2004 Ankara) byl turecký zápasník, stříbrný olympijský medailista z roku 1956.

## Sportovní kariéra
Narodil se v obci Bükeler nedaleko hlavního města Ankary. Od mala se věnoval tradičnímu tureckému zápasu karakucak. S pravidly olympijského zápasu ve volném stylu se seznámil během povinné vojenské služby v Ankaře v roce 1949. V turecké reprezentaci se objevil poprvé v roce 1953 v klasickém stylu v pérové váze do 62 kg.
V roce 1956 startoval v klasickém stylu na olympijských hrách v Melbourne v lehké váze do 67 kg. Ve druhém kole prohrál s Rakušanem Bartlem Brötznerem těsným verdiktem 1–2. Ve třetím kole porazil Rumuna Dumitru Gheorgheho pouze verdiktem sudích a dosažením 5 negativních klasifikačních bodů byl s turnaje vyřazen. V soutěži však zbyli pouze dva zápasníci a podle tehdejších pravidel je do tříčlenného finále musel doplnit třetí vyřazený zápasník s nejnižším počtem negativních klasifikačních bodů – do rozřazovacího kola postoupili s 5 negativními klasifikačními body společním s ním jeho přemožitel Rakušan Brötzner a Bulhar Dimitar Stojanov. Bulhar Stojanov porazil Rakušana Brötznera a tím mu dal naději, že pokud Bulhara v dalším kole porazí, postoupí mezi finálovou trojici. Stojanova porazil těsným verdiktem 2–1 a postoupil mezi finálovou trojici s Finem Kyösti Lehtonenem a Maďarem Gyulou Tóthem. V úvodním finálovém kole prohrál s Finem Lehtonem po těsném verdiktu 1–2, a protože Lehtonem porazil i Maďara Tótha, utkal se v souboji s Tóthem o stříbrnou olympijskou medaili. Maďara položil v osmé minutě na lopatky a získal stříbrnou olympijskou medaili.
V roce 1960 měl jako úřadující mistr světa v klasickém stylu startovat na olympijských hrách v Římě, ale místo něj pravděpodobně kvůli zranění nastoupil Adil Güngör. Sportovní kariéru ukončil v roce 1963 potom co přijal nabídku pomoct připravit japonskou reprezentaci klasiků pro olympijské hry v Tokiu v roce 1964. Později působil jako trenér u jihokorejské nebo americké reprezentace. Po návratu do Turecka se věnoval dále trenérské práci. Patřil k průkopníkům sportovního juda v Turecku. Zemřel v Ankaře roce 2004. V Çamlıdere je po něm pojmenovaná sportovní hala.

## Výsledky

### Řecko-římský styl
| Turnaj            | 1953 | 1954 | 1955 | 1956 | 1957 | 1958 | 1959 | 1960 | 1961 | 1962 |
| Turnaj            | 22   | 23   | 24   | 25   | 26   | 27   | 28   | 29   | 30   | 31   |
| Turnaj            | −62  | −62  | −62  | −67  | −67  | −67  | −67  | −67  | −67  | −63  |
| ----------------- | ---- | ---- | ---- | ---- | ---- | ---- | ---- | ---- | ---- | ---- |
| Olympijské hry    |      |      |      | 2.   |      |      |      | —    |      |      |
| Mistrovství světa | úč.  |      | —    |      |      | 1.   |      |      | 5.   | 3.   |

### Olympijské hry a mistrovství světa
| Olympijské hry a mistrovství světa                | Olympijské hry a mistrovství světa                | Olympijské hry a mistrovství světa                | Olympijské hry a mistrovství světa                | Olympijské hry a mistrovství světa                | Olympijské hry a mistrovství světa                | Olympijské hry a mistrovství světa                | Olympijské hry a mistrovství světa                | Olympijské hry a mistrovství světa                | Olympijské hry a mistrovství světa                | Olympijské hry a mistrovství světa                |
| Kolo                                              | Výsledek                                          | Bilance                                           | Soupeř                                            | Výsledek                                          | NKB                                               | ∑NKB                                              | Styl                                              | Datum                                             | Turnaj                                            | Místo                                             |
| 1962 Mistrovství světa do 63 kg v klasickém stylu | 1962 Mistrovství světa do 63 kg v klasickém stylu | 1962 Mistrovství světa do 63 kg v klasickém stylu | 1962 Mistrovství světa do 63 kg v klasickém stylu | 1962 Mistrovství světa do 63 kg v klasickém stylu | 1962 Mistrovství světa do 63 kg v klasickém stylu | 1962 Mistrovství světa do 63 kg v klasickém stylu | 1962 Mistrovství světa do 63 kg v klasickém stylu | 1962 Mistrovství světa do 63 kg v klasickém stylu | 1962 Mistrovství světa do 63 kg v klasickém stylu | 1962 Mistrovství světa do 63 kg v klasickém stylu |
| 1961 Mistrovství světa do 67 kg v klasickém stylu | 1961 Mistrovství světa do 67 kg v klasickém stylu | 1961 Mistrovství světa do 67 kg v klasickém stylu | 1961 Mistrovství světa do 67 kg v klasickém stylu | 1961 Mistrovství světa do 67 kg v klasickém stylu | 1961 Mistrovství světa do 67 kg v klasickém stylu | 1961 Mistrovství světa do 67 kg v klasickém stylu | 1961 Mistrovství světa do 67 kg v klasickém stylu | 1961 Mistrovství světa do 67 kg v klasickém stylu | 1961 Mistrovství světa do 67 kg v klasickém stylu | 1961 Mistrovství světa do 67 kg v klasickém stylu |
| 1958 Mistrovství světa do 67 kg v klasickém stylu | 1958 Mistrovství světa do 67 kg v klasickém stylu | 1958 Mistrovství světa do 67 kg v klasickém stylu | 1958 Mistrovství světa do 67 kg v klasickém stylu | 1958 Mistrovství světa do 67 kg v klasickém stylu | 1958 Mistrovství světa do 67 kg v klasickém stylu | 1958 Mistrovství světa do 67 kg v klasickém stylu | 1958 Mistrovství světa do 67 kg v klasickém stylu | 1958 Mistrovství světa do 67 kg v klasickém stylu | 1958 Mistrovství světa do 67 kg v klasickém stylu | 1958 Mistrovství světa do 67 kg v klasickém stylu |
| 1956 Olympijské hry do 73 kg v klasickém          | 1956 Olympijské hry do 73 kg v klasickém          | 1956 Olympijské hry do 73 kg v klasickém          | 1956 Olympijské hry do 73 kg v klasickém          | 1956 Olympijské hry do 73 kg v klasickém          | 1956 Olympijské hry do 73 kg v klasickém          | 1956 Olympijské hry do 73 kg v klasickém          | 1956 Olympijské hry do 73 kg v klasickém          | 1956 Olympijské hry do 73 kg v klasickém          | 1956 Olympijské hry do 73 kg v klasickém          | 1956 Olympijské hry do 73 kg v klasickém          |
| ------------------------------------------------- | ------------------------------------------------- | ------------------------------------------------- | ------------------------------------------------- | ------------------------------------------------- | ------------------------------------------------- | ------------------------------------------------- | ------------------------------------------------- | ------------------------------------------------- | ------------------------------------------------- | ------------------------------------------------- |
| 6. kolo (F)                                       | vítězství                                         |                                                   | Gyula Tóth (HUN)                                  | lopatky (7:15)                                    | 0                                                 | 3 (F)                                             | Zápas řecko-římský                                | 3.-6. prosince 1956                               | Olympijské hry                                    | Melbourne, Austrálie                              |
| 5. kolo (F)                                       | prohra                                            |                                                   | Kyösti Lehtonen (FIN)                             | verdikt 1-2 (15:00)                               | 3                                                 | 3 (F)                                             | Zápas řecko-římský                                | 3.-6. prosince 1956                               | Olympijské hry                                    | Melbourne, Austrálie                              |
| 4. kolo (R)                                       | vítězství                                         |                                                   | Dimitar Stojanov (BUL)                            | verdikt 2-1 (15:00)                               | 1                                                 | 4 (D)                                             | Zápas řecko-římský                                | 3.-6. prosince 1956                               | Olympijské hry                                    | Melbourne, Austrálie                              |
| 3. kolo                                           | vítězství                                         |                                                   | Dumitru Gheorghe (ROU)                            | verdikt 3-0 (15:00)                               | 1                                                 | 5                                                 | Zápas řecko-římský                                | 3.-6. prosince 1956                               | Olympijské hry                                    | Melbourne, Austrálie                              |
| 2. kolo (R*)                                      | prohra                                            |                                                   | Bartl Brötzner (AUT)                              | verdikt 1-2 (15:00)                               | 3                                                 | 4 [3 (D)]                                         | Zápas řecko-římský                                | 3.-6. prosince 1956                               | Olympijské hry                                    | Melbourne, Austrálie                              |
| 1. kolo                                           | vítězství                                         |                                                   | Juan Rolón (ARG)                                  | verdikt 3-0 (15:00)                               | 1                                                 | 1                                                 | Zápas řecko-římský                                | 3.-6. prosince 1956                               | Olympijské hry                                    | Melbourne, Austrálie                              |